# Izraelská vysílací společnost
Izraelská vysílací společnost (hebrejsky תאגיד השידור הישראלי‎ Ta'agid ha-šidur ha-jisra'eli, anglicky Israel Public Broadcasting Corporation, anglická zkratka IPBC), známá též jako KAN (hebrejsky כאן‎) je izraelská státní vysílací společnost, která zahájila svou činnost v roce 2017.

Logo společnosti KAN

## Historie
V roce 2014 izraelský parlament schválil zákon, podle něhož má vysílatel IBA ukončit vysílání 31. března 2015 a na jejím místě vznikne jiná organizace, která je zodpovědná za veřejnoprávní vysílání.
Dne 1. října 2016 měla být IBA uzavřena a na její místo měla zahájit činnost KAN. Dne 19. července 2016 Benjamin Netanjahu řekl, že založení nového vysílatele je odloženo na leden 2018, za co obdržel kritiku od politiků a tisku. Později v důsledku jednání bylo zřízení KAN naplánováno do roku 2018, a to na 30. dubna 2017 (dřívější variantou zahájení vysílání byl naplánován 1. leden, ale poté byl termín posunut na 15. května 2017).
Vláda Benjamina Netanjahua v listopadu 2024 podpořila zákon umožňující rychlou privatizaci veřejnoprávní Izraelské vysílací společnosti (KAN). Návhr odsoudila opozice a řada médií včetně Foreign Press Association (FPA). Zákon prošel Knesetem (schváleno 49 hlasy pro, 46 proti). Zákon připravil poslanec Likudu Tally Gotliv. Ministr komunikací Šlomo Kar'i (Likud) oznámil, že „není potřeba, aby veřejnost financovala vysílání, protože na trhu existuje dostatek soukromých stanic“. FPA také připomenula, že již dříve izraelská vláda zakázala vysílání Al-Džazíry a nyní útočí na izraelská média.